# Pithovirus
Pithovirus, descrit per primera vegada en un article de 2014, és un gènere de virus gegant conegut de dues espècies, Pithovirus sibericum (que infecta amebes) i Pithovirus massiliensis.
És un virus d'ADN de doble cadena i és membre del clade de virus nucleocitoplasmàtics d'ADN de grans dimensions. El descobriment de 2014 es va fer quan es va trobar un exemplar viable en un nucli de gel de 30.000 anys collit del permagel a Sibèria, Rússia.

## Descripció
El nom del gènere Pithovirus, una referència als grans contenidors d'emmagatzematge de l'antiga Grècia coneguts com a pithoi, va ser escollit per descriure la nova espècie. Un exemplar de Pithovirus mesura aproximadament 1,5 μm (1500 nm) de longitud i 0,5 μm (500 nm) de diàmetre, el que el converteix en el virus més gran que s'ha trobat fins ara. És un 50% més gran que els Pandoraviridae, els virus més coneguts anteriorment, i és més gran que l'Ostreococcus, la cèl·lula eucariota més petita, tot i que el Pandoravirus té el genoma viral més gran, que conté d'1,9 a 2,5 megabases d'ADN.
El Pithovirus té una paret gruixuda i ovalada amb una obertura en un extrem. Internament, la seva estructura s'assembla a una bresca.
El genoma del Pithovirus conté 467 gens diferents, més que un virus típic, però molt menys que les 2556 seqüències de codificació de proteïnes putatives que es troben al Pandoravirus. Per tant, el seu genoma està molt menys empaquetat que qualsevol altre virus conegut. Dos terços de les seves proteïnes són diferents de les d'altres virus. Malgrat la similitud física amb els Pandoravirus, la seqüència del genoma de Pithovirus revela que amb prou feines està relacionada amb aquest virus, però s'assembla més als membres de Marseilleviridae, Megaviridae i Iridoviridae. Totes aquestes famílies contenen grans virus icosaèdrics amb genomes d'ADN. El genoma del Pithovirus té un 36% de contingut GC, similar al Megaviridae, en contrast amb més del 61% dels Pandoravirus.

### Replicació
El genoma del Pithovirus és un cromosoma circular d'ADN de doble cadena (dsDNA) d'uns 610.000 parells de bases (pb), que codifica aproximadament 467 marcs oberts de lectura (ORF), que es tradueixen en 467 proteïnes diferents. El genoma codifica totes les proteïnes necessàries per produir ARNm; aquestes proteïnes estan presents als virions purificats. Per tant, el Pithovirus experimenta tot el seu cicle de replicació al citoplasma del seu hoste, en lloc del mètode més típic d'apoderar-se del nucli de l'hoste.

## Descobriment
Pithovirus sibericum va ser descobert en una mostra de permagel siberià de fa 30.000 anys per Chantal Abergel i Jean-Michel Claverie de la Universitat d'Aix-Marseille. El virus es va descobrir enterrat 30 m sota la superfície d'un sediment del Pleistocè tardà. Es va trobar quan mostres de ribera recollides l'any 2000 van ser exposades a amebes Acanthamoeba castellanii. Les amebes van començar a morir i quan es van examinar es va trobar que contenien mostres de virus gegants. Els autors van dir que van tenir la idea de sondar mostres de permagel per descobrir nous virus després de llegir sobre un experiment que va reviure una llavor molt antiga de Silene stenophylla dos anys abans. Les troballes del Pithovirus es van publicar a les Proceedings of the National Academy of Sciences (Actes de l'Acadèmia Nacional de Ciències) el març de 2014. Tot i que el virus és inofensiu per als humans, la seva viabilitat després d'haver estat congelat durant mil·lennis ha suscitat la preocupació que el canvi climàtic global i les operacions de perforació de la tundra podrien portar a la descoberta de virus potencialment patògens i no descoberts anteriorment. Tanmateix, altres científics disputen que aquest escenari suposa una amenaça real.
Una espècie moderna del gènere, Pithovirus massiliensis, es va aïllar el 2016. Les característiques bàsiques com l'ordre dels ORF i els gens orfes (ORFans) estan ben conservades entre les dues espècies conegudes.

## Evolució
S'ha estimat que la taxa de mutació del genoma és de 2,23 × 10−6 substitucions/lloc/any. Els autors han suggerit que aquests virus van evolucionar fa almenys centenars de milers d'anys.